# Marcelo Laham
Marcelo Laham (São Paulo, 21 de fevereiro de 1973) é um ator, diretor e roteirista brasileiro de origem libanesa. 
Participou do elenco da telenovela Espelho da Vida como o prefeito honesto da cidade fictícia de Rosa Branca.

## Filmografia

### Televisão
| Ano     | Título                                | Personagem              | Nota                             | Emissora           |
| ------- | ------------------------------------- | ----------------------- | -------------------------------- | ------------------ |
| 1997    | Os Ossos do Barão                     | Jogador do jockey       | Participação                     | SBT                |
| 2001    | Disney Planet                         | Apresentador            |                                  | Disney Channel     |
| 2002    | Desejos de Mulher                     | Vavá                    |                                  | Rede Globo         |
| 2002    | Retrato Falado                        | Varios Personagens      |                                  | Rede Globo         |
| 2003    | Celebridade                           | Ivan                    |                                  | Rede Globo         |
| 2006    | JK                                    | Thales da Rocha Viana   |                                  | Rede Globo         |
| 2007    | Paraíso Tropical                      | Hugo                    |                                  | Rede Globo         |
| 2007    | Toma Lá, Dá Cá                        | Repórter                | Episódio: "Nem Tudo é Realidade" | Rede Globo         |
| 2008    | Dicas de Um Sedutor                   | Mateus                  | Episódio: "Amor e Amizade"       | Rede Globo         |
| 2008    | Casos e Acasos                        | Sílvio                  |                                  | Rede Globo         |
| 2009    | Malhação                              | Plínio                  |                                  | Rede Globo         |
| 2010    | Dalva e Herivelto: uma Canção de Amor | César de Alencar        |                                  | Rede Globo         |
| 2011    | Insensato Coração                     | Marcelo                 |                                  | Rede Globo         |
| 2013    | Três Teresas                          | Fernando                | Episódios: "3", "4" e "5"        | GNT                |
| 2013    | Malhação                              | Abelardo Pasquim (Abel) |                                  | Rede Globo         |
| 2015    | Babilônia                             | Ronaldo Queiroz         |                                  | Rede Globo         |
| 2016    | A Secretária do Presidente            | Deputado Felipe Faria   |                                  | Multishow          |
| 2016    | Carinha de Anjo                       | Orlando                 |                                  | SBT                |
| 2018    | Espelho da Vida                       | Tadeu Tavares (Tavares) |                                  | Rede Globo         |
| 2021    | Desjuntados                           | Guilherme               |                                  | Amazon Prime Video |
| 2023–24 | Tem que Suar                          | Binho                   |                                  | Multishow          |

### Filmes
| Ano  | Título                             | Personagem                | Direção                        |
| ---- | ---------------------------------- | ------------------------- | ------------------------------ |
| 2006 | O Cavaleiro Didi e a Princesa Lili | Palhaço                   | Marcos Figueiredo              |
| 2016 | Um Namorado Para Minha Mulher      | Raca                      | Julia Rezende                  |
| 2017 | Gosto Se Discute                   | Jornalista (participação) | André Pellenz                  |
| 2017 | João, O Maestro                    | Âncora de TV              | Mauro Lima                     |
| 2017 | Fala Sério, Mãe!                   | Armando Paz               | Pedro Vasconcelos              |
| 2020 | 10 Horas para o Natal              | Sílvio                    | Cris D'Amato                   |
| 2021 | A Sogra Perfeita                   | Oliveira                  | Cris D'Amato                   |
| 2021 | Dois Mais Dois                     | Ricardo                   | Marcelo Saback                 |
| 2021 | Amor Sem Medida                    | Danilo Tavares            | Ale McHaddo                    |
| 2023 | Um Ano Inesquecível - Inverno      | Nando Fontes              | Caroline Fioratti              |
| 2024 | Doce Família                       | Frederico Albuquerque     | Carolina Durão                 |
| 2025 | A Sogra Perfeita 2                 | Oliveira                  | Cris D'Amato e Bianca Paranhos |
| 2025 | Silvio Santos Vem Aí               |                           | Cris D'Amato                   |

### No teatro
| Ano       | Título                                 | Personagem                   | Direção            |
| --------- | -------------------------------------- | ---------------------------- | ------------------ |
| 1990      | Figura Paterna                         |                              | Sebastião Apolônio |
| 1999      | Omstrab                                |                              | Fernando Lee       |
| 2000      | Bonitinha, mas Ordinária               |                              | Marco Antônio Braz |
| 2002-2003 | Os Segredos do Pênis                   |                              | Evandro Mesquita   |
| 2005-2006 | Os Segredos do Pênis                   |                              | Evandro Mesquita   |
| 2007      | Os Segredos que só os Homens têm       |                              | Evandro Mesquita   |
| 2009      | A Comédia dos Erros                    | Drômio                       | Carlo Milani       |
| 2010      | A Alma Boa de Setsuan                  | O Aviador Sun                | Marco Antônio Braz |
| 2011      | Desconhecidos                          | Matusalém-Moisés-Shakespeare | Gustavo Machado    |
| 2012-2013 | Grávido - A Comédia do Pai Moderno     | Vários personagens           | Alexandra Golik    |
| 2012-2014 | Cais ou da Indiferença das Embarcações | Walcimar                     | Kiko Marques       |
| 2016      | Quarteto Em Rir Maior                  | Vários personagens           | Antonio Ravan      |
| 2017      | E Se Eu Não Te Amar Amanhã?            | Zé Roberto                   | Sandra Werneck     |
| 2018      | Morte Acidental de Um Anarquista       | Louco                        | Hugo Coelho        |